# Josef Jurkanin
Josef Jurkanin (Prága, 1949. március 5. –) csehszlovák válogatott cseh labdarúgó.

## Pályafutása

### A válogatottban
1967 és 1975 között 12 alkalommal szerepelt a csehszlovák válogatottban és 2 gólt szerzett. Részt vett az 1970-es világbajnokságon.

## Sikerei, díjai
Sparta Praha
- Csehszlovák bajnok (1): 1966–67
- Csehszlovák kupa (1): 1971–72